# Сайед Сираджуддин
Сайед Сираджуддин (Сайед Сиражуддин ибни Сайед Путра Джамалуллайл; род. 17 мая 1943) — известный малайзийский политик, 7-й раджа Перлиса (с 17 апреля 2000 года), 12-й Верховный правитель (Янг ди-Пертуан Агонг) Малайзии (13 декабря 2001 года — 12 декабря 2006 года).

## Молодость и образование
Сайед Сиражуддин родился в Арау, столице Перлиса. Он является вторым из десяти детей Алмархума Туанку Сайеда Путра Джамалуллайла (1920—2000), 6-го раджи Перлиса (1945—2000) и 3-го Верховного правителя (Янг ди-Пертуан Агонг) Малайзии (1960—1965), и Будриах бинти Алмархум Тенгку Исмаил.
Первоначально учился в малайской школе в Арау, с января 1950 года в начальной школе Уэлсли в Пенанге, затем в начальной школе Уэстленд до конца 1955 года. С января 1956 года учился в свободной школе Пенанга, затем уехал в Англию, где в течение четырёх лет получал образование в школе Уэллингборо до 1963 года. С января 1964 по декабрь 1965 года Сиражуддин проходил военную подготовку в качестве кадета в Королевской военной академии в Сандхерсте.

## Ранняя карьера
По возвращении из Англии Туанку Сайед Сираджуддин служил в Министерстве обороны Малайзии. Его первая должность — второй лейтенант 2-го полка малайзийского разведывательного корпуса (12 декабря 1965 года). В 1966 году он был переведён в Сабах, а затем Саравак в 1967 году. Затем он служил в Паханге в течение нескольких лет, пока он не ушёл в отставку 31 декабря 1969 года, вернувшись в Перлис. Он был повышен до чина лейтенанта в декабре 1967 года.
В 1970 году он вновь служил в вооружённых силах Малайзии как капитан местного территориальной армии с 16 ноября 1970 по 1 октября 1972 год. Получил чин майора 1 октября 1972 года. В настоящее время он является командиром 504-го полка резерва в звании полковника.

## Раджа Перлиса
В октябре 1960 года Сиражуддин был назначен Раджой Муда (кронпринцем) Перлиса. 17 апреля 2000 года Туанку Сайед Сираджуддин ибни Алмархум Туанку Сайед Путра Джамалуллайл был признан в качестве 7-го правителя Перлиса, на следующий день после смерти своего отца, Туанку Сайеда Путра ибни Алмархума Сайеда Хасана Джамалуллайла, который был раджой с 1945 года.

## Янг ди-Пертуан Агонг
13 декабря 2001 года Туанку Сайед Сираджуддин был избран 12-м Верховным правителем (Янг ди-Пертуан Агонг) Малайзии. Это произошло потому, что 21 ноября 2001 года скончался султан Селангора и 11-й Верховный правитель Малайзии Салахуддин Абдул Азиз Шах ибни аль-Мархум Султан Хизамуддин Алам Шах (1926—2001), срок полномочий которого должен был истечь в 2004 году. Правление Сиражуддина закончилось 12 декабря 2006 года.

## Личная жизнь
15 февраля 1967 года Сиражуддин женился на Тенгку Фаузии Бинти Алмархум Тенгку Абдул Рашид (род. 6 июня 1946 года), дочери Тенгку Абдула Рашида ибни Алмархума Султана Сулеймана Бадрула Алам Шаха из Тренгану, и его жены Тенгку Кембанг Путери Бинти Алмархум Султан Ибрагим Петра Келантан. Туанку Сайед Сираджуддином был назначен в первый раз регентом Перлиса, когда его отец путешествовал по Соединенных Штатах и Европе (с 23 июня 1967 года до 24 октября 1967 год). Супруги имеют сына и дочь:
- Туанку Сайед Файзуддин Путра (род. 30 декабря 1967), наследный принц
- Шарифа Фариза (род. 5 июня 1973)

Сайед Сираджуддин побывал во многих странах мира, включая Великобританию, Францию, Германию, Данию, Австрию, Италию, Швейцарию, Египет, Испанию, Ливию, Нидерланды, Бельгию, Таиланд и Саудовскую Аравию.
Сайед Сираджуддин активно занимается спортом. Среди его любимых видов спорта — гольф, теннис, футбол (он поклонник футбольного клуба Тоттенхэм Хотспур). Он был председателем гольф-клуба Путра в Перлисе с мая 1971 года, и покровителем Ассоциации футбольных арбитров Перлиса с 1967 года, он также был председателем Футбольной ассоциации Перлиса в течение 18 лет.